# Teorema di Liouville-Arnol'd
Nella teoria dei sistemi dinamici, il teorema di Liouville-Arnol'd afferma che se, in un sistema hamiltoniano con n gradi di libertà, sono noti n integrali primi del moto indipendenti ed in involuzione, allora esiste una trasformazione canonica nelle variabili angolo-azione nella quale la funzione hamiltoniana è dipendente solo dalle variabili azione, mentre le variabili angolo evolvono linearmente nel tempo. In tal modo le equazioni del moto per il sistema potranno essere risolte tramite semplice quadratura se la trasformazione canonica è nota esplicitamente.
Il teorema è dovuto a Joseph Liouville e Vladimir Arnol'd.